# Beatrice di Baden

Stemma di famiglia

Beatrice di Baden (22 gennaio 1492 – 4 aprile 1535) è stata una nobildonna tedesca. Era margravia di Baden per nascita e per matrimonio contessa palatina di Simmern. Era una figlia di Cristoforo I di Baden e Ottilia di Katzenelnbogen.

## Discendenza
Nel 1508 sposò il conte palatino Giovanni II del Palatinato-Simmern (21 marzo 1492; 18 maggio 1557). Con lui ebbe dodici figli:
- Caterina (27 marzo 1510 – 22 marzo 1572), badessa nel monastero di Kumbd
- Giovanna (1 luglio 1512 – 2 febbraio 1581), badessa nel monastero Marienberg vicino Boppard
- Ottilia (4 novembre 1513 – 6 settembre 1553), suora a Marienberg vicino Boppard
- Federico III "Il Pio" (14 febbraio 1515 – 26 ottobre 1576), principe elettore del Palatinato
- Brigida (18 agosto 1516 – 13 aprile 1562), badessa a Neuburg an der Donau
- Giorgio (20 febbraio 1518 – 17 maggio 1569), conte palatino di Simmern-Sponheim
- Elisabetta (13 febbraio 1520 – 18 febbraio 1564)
- Riccardo (25 luglio 1521 – 13 gennaio 1598), conte palatino di Simmern-Sponheim
- Maria (29 aprile 1524 – 29 maggio 1576)
- Guglielmo (24 luglio 1526 – 9 marzo 1527)
- Sabina (13 giugno 1528 – 19 giugno 1578)
- Elena (13 giugno 1532 – 5 febbraio 1579)